# Valerianella echinata
Valerianella echinata är en kaprifolväxtart som först beskrevs av Carl von Linné, och fick sitt nu gällande namn av Dc. Valerianella echinata ingår i släktet klynnen, och familjen kaprifolväxter. Inga underarter finns listade i Catalogue of Life.